# Christian Lademann
Christian Lademann (ur. 30 października 1975 w Blankenburgu) – niemiecki kolarz torowy i szosowy, srebrny medalista torowych mistrzostw świata.

## Kariera
Pierwsze sukcesy w karierze Christian Lademann odniósł w 1996 roku, kiedy został mistrzem kraju w drużynowym wyścigu na dochodzenie, a indywidualnie był trzeci. Jego największym osiągnięciem jest zdobycie wspólnie z Danielem Becke, Robertem Bartko i Guido Fulstem srebrnego medalu na mistrzostwach świata w Bordeaux w 1998 roku. Startował także w eliminacjach drużynowego wyścigu na dochodzenie podczas mistrzostw świata w Berlinie w 1999 roku, ale w finale, w którym Niemcy zdobyli złoty medal, Lademann nie brał udziału. W 2004 roku wystąpił na igrzyskach olimpijskich w Atenach, gdzie wraz z kolegami zajął drużynowo czwarte miejsce, a indywidualnie rywalizację zakończył na czwartej pozycji.